# Paul Winchell
J Paul Winchell (født 21. december 1922 - død 24. juni 2005) var en amerikansk skuespiller, komiker og tengefilmsdubber. Han var måske bedst kendt som stemmen bag Tigerdyret i Disney's Peter Plys. Han var også stemmen bag Egon i Mads og Mikkel.